# Pedro Baquero
Pedro Baquero SDB (* 15. September 1970 in Manila) ist ein philippinischer Ordensgeistlicher und römisch-katholischer Bischof von Kerema in Papua-Neuguinea.

## Leben
Pedro Baquero trat 1989 der Ordensgemeinschaft der Salesianer Don Boscos bei und legte am 1. April 1990 die erste Profess ab. Er studierte Philosophie am Don-Bosco-Kolleg von Canlubang in der Provinz Laguna und Katholische Theologie am Salesianerstudium in Parañaque City. Nach der ewigen Profess empfing er am 8. Dezember 1999 im Marienheiligtum Mary Help of Christians in Manila das Sakrament der Priesterweihe.
Nach der Priesterweihe war er bis 2010 im Bistum Kerema als Pfarrer und Schulleiter tätig. Anschließend leitete er bis 2013 die Technische Schule im Stadtteil Gabutu in Port Moresby. Von 2014 bis 2016 war er delegierter Ordensoberer und ab 2016 Vizeprovinzial der neuerrichteten Salesianerprovinz für Papua-Neuguinea und die Salomonen.
Papst Franziskus ernannte ihn am 20. Januar 2017 zum Bischof von Kerema. Die Bischofsweihe spendete ihm der Erzbischof von Port Moresby, John Kardinal Ribat MSC, am 25. März desselben Jahres. Mitkonsekratoren waren der Apostolische Nuntius in Papua-Neuguinea, Erzbischof Kurian Mathew Vayalunkal, und der Erzbischof von Rabaul, Francesco Panfilo.